# Antonov An-14
L'Antonov An-14 "Pchyolka" (in caratteri cirillici Антонов Ан-14 "Пчёлка", nome in codice NATO Clod) è un bimotore da trasporto leggero ad ala alta progettato dall'OKB 153 diretto da Oleg Konstantinovič Antonov e sviluppato in Unione Sovietica tra i tardi anni cinquanta ed i primi anni sessanta.
Destinato al ruolo di velivolo da trasporto leggero sia in ambito civile che militare, venne utilizzato principalmente dalle sovietiche Aeroflot, la compagnia aerea di bandiera, e Sovetskie Voenno-vozdušnye sily (VVS), l'aeronautica militare, oltre ad alcune nazioni aderenti al Patto di Varsavia e filosovietiche.

## Storia del progetto
L'Antonov An-14 venne sviluppato alla fine degli anni cinquanta allo scopo di rimpiazzare l'Antonov An-2. Venne concepito come un velivolo robusto adibito sia al trasporto di passeggeri sia come cargo leggero militare. Altri utilizzi pensati per l'An-14 furono impieghi agricoli (applicazione sul terreno di prodotti chimici) o come aeroambulanza. Inoltre l'An-14 doveva essere STOL, ovvero doveva riuscire ad atterrare e decollare utilizzando piste corte. Il primo prototipo venne costruito nel 1957 e volò per la prima volta nel marzo del 1958. Era dotato di due motori Ivchenko AI-14 da 260 cavalli. Entrò in servizio nel 1966, ma non raggiunse la popolarità dell'An-2  che seppur molto inferiore nelle prestazioni, era insuperabile in quanto a robustezza, semplicità di utilizzo e manutenzione.
La produzione terminò nel 1992.

## Tecnica
L'AN-14 è un aereo da carico leggero con 6 posti a sedere per le compagnie aeree locali. Particolari le capacità STOL, la corsa di decollo e atterraggio è di soli 30 m., anche su piste semipreparate. È dotato di due motori a pistoni stellari. La sua struttura dell'ala è studiata per la massima portanza a bassa velocità, la coda ha due impennaggi per ricevere il flusso d'aria dai motori, in modo da garantire la direzionalità e la stabilità a bassa velocità. Il velivolo, in seguito è stato prodotto in numerose versioni, tra cui AN-14Ш con cuscino d'aria, per favorire decollo e atterraggio su terreni sconnessi e cedevoli. L'evoluzione dell'An-14 portò alla realizzazione dei velivoli AN-28 e An-38, macchine superiori nelle prestazioni e con motori turboelica.

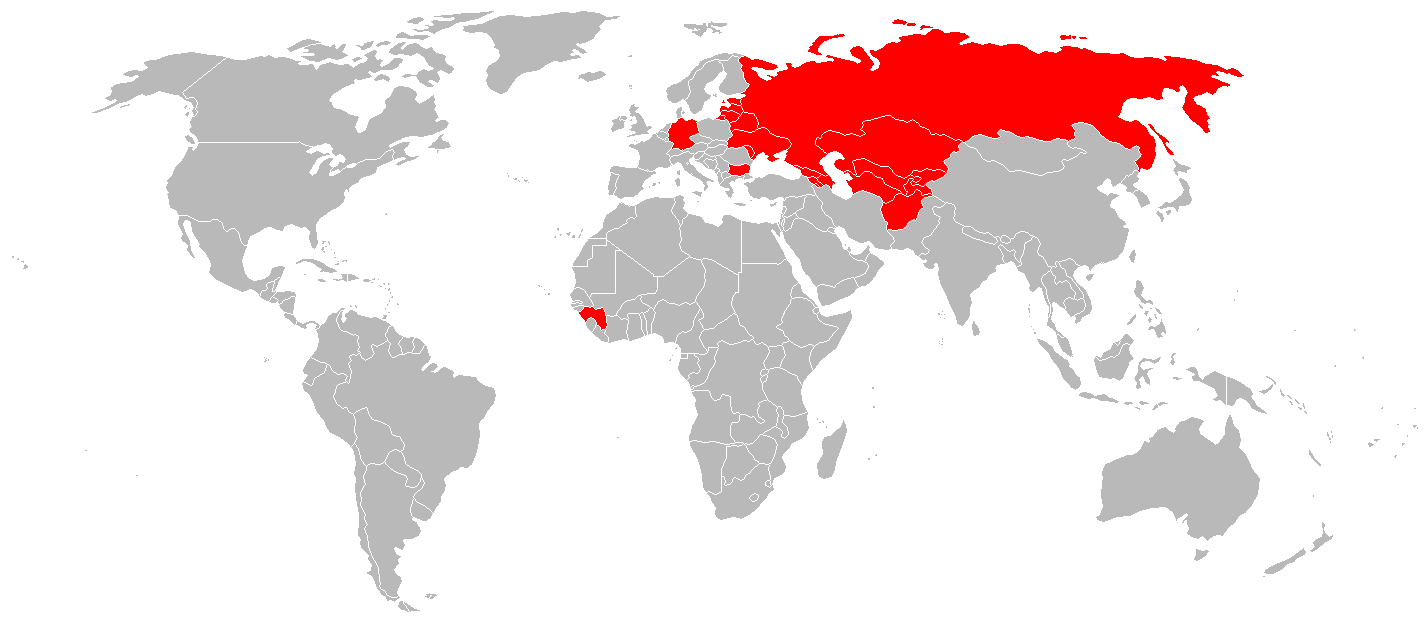
In rosso gli utilizzatori dell'An-14

### Civili
Unione Sovietica
- Aeroflot

### Militari
Afghanistan
- Afghan Army Air Force

operò con 12 An-14 dal 1985 al 1991.
 Bulgaria
- Bălgarski Voennovăzdušni sili

 Germania Est
- Luftstreitkräfte und Luftverteidigung der Deutschen Demokratischen Republik

 Guinea
- Force Aérienne de Guinée

 Guinea-Bissau
- Força Aérea da Guiné-Bissau

 Mongolia
- Agaaryn Dovtolgoonoos Khamgaalakh Tsergiyn Komandlal

operò con 2 An-14
 Unione Sovietica
- Voenno-vozdušnye sily

### Velivoli comparabili
- Beriev Be-30
- Short SC.7 Skyvan
- IAI Arava
- PZL-Mielec M-28